# Spanish International 1978
Die Spanish International 1978 im Badminton fanden in Vigo statt. Es war die fünfte Auflage des Turniers, damals noch als Tournament City of Vigo betitelt.

## Titelträger
| Disziplin    | Sieger                     |
| ------------ | -------------------------- |
| Herreneinzel | Pedro V. Blach             |
| Dameneinzel  | Margarida Cruz             |
| Herrendoppel | João Brás António Crespo   |
| Damendoppel  | Margarida Cruz Isabel Cruz |
| Mixed        | António Crespo Isabel Cruz |